# Меркурий (катер)

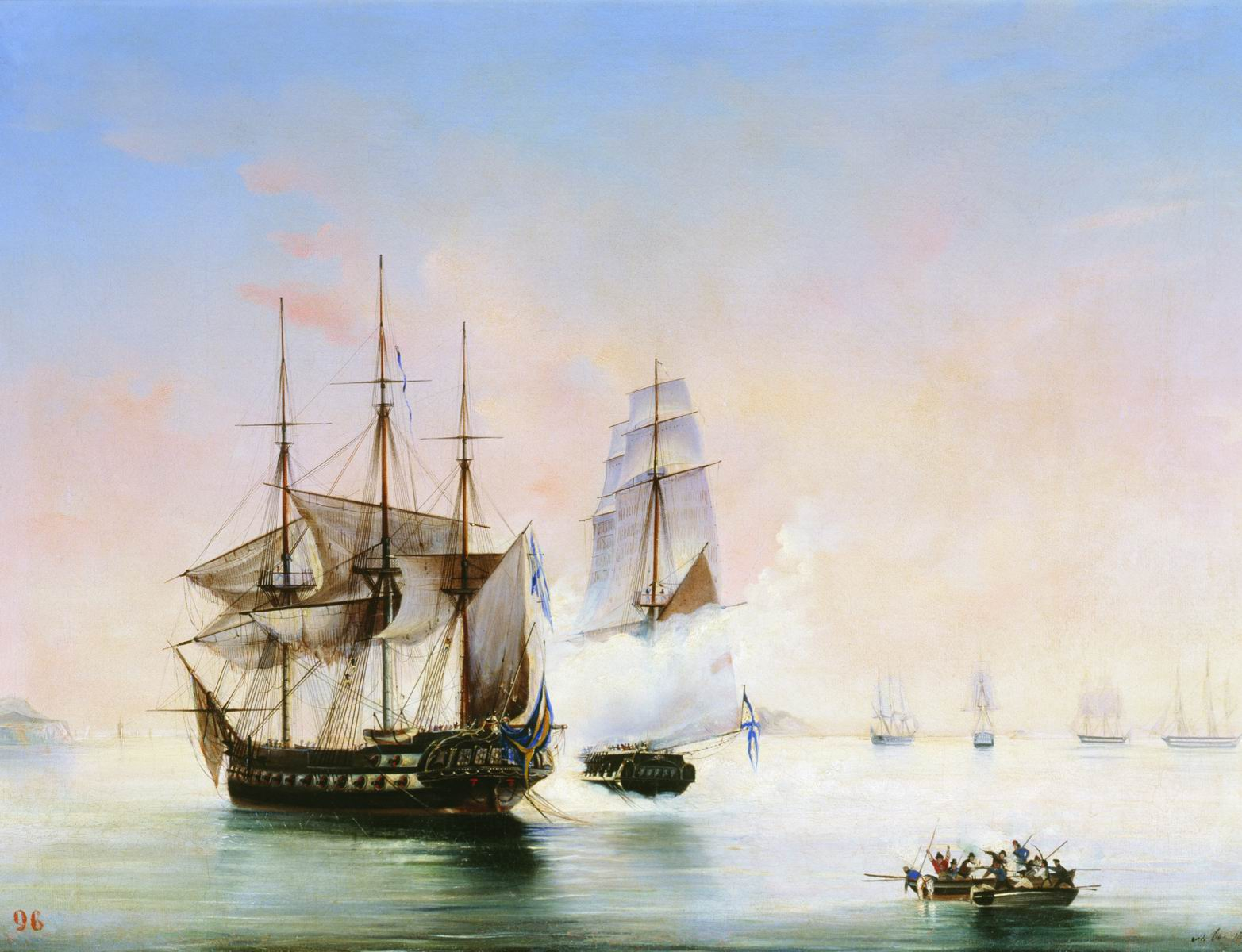
А. П. Боголюбов. Захват катером «Меркурий» шведского фрегата «Венус» 21 мая 1789 года

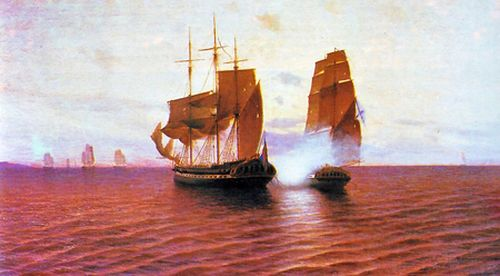
И. П. Фёдоров. Захват катером «Меркурий» шведского фрегата «Венус» 21 мая 1789 года

«Мерку́рий» — парусно-гребной катер (коттер) Балтийского флота Российской империи, участник Русско-шведской войны 1788—1790 годов и войны с Францией 1798—1800 годов. Известен тем, что пленил шведский фрегат «Венус» в 1789 году.

## История службы
Катер «Меркурий» был куплен Россией в Англии и в 1788 году и вошёл в состав Балтийского флота. 28 июня (9 июля) 1788 года катер пришёл в Копенгаген, где присоединился к эскадре вице-адмирала В. П. Фондезина. C 19 (30) июля по 16 (27) августа «Меркурий» с эскадрой выходил в крейсерство в Балтийское море для поиска шведских судов.
19 (30) апреля 1789 года корабль вышел из Копенгагена в крейсерство и взял в приз 29 шведских торговых судов, а через 10 дней, 29 апреля (10 мая) атаковал и взял в плен шведский 12-пушечный тендер «Снапоп». 3 (14) мая пленённое судно было приведено в Копенгаген. 16 (27) мая катер вновь в составе отряда вышел в крейсерство, на этот раз — в пролив Скагеррак и 21 мая (1 июня) в Христиан-фиорде им был обнаружен шведский 44-пушечный фрегат «Венус». Экипаж замаскировал катер под транспортное судно и на вёслах подошёл к корме фрегата, после чего открыл огонь по такелажу и рангоуту шведского корабля. В таком положении фрегат мог вести огонь только из ютовых орудий. Огнём катера на фрегате была сбита фор-стеньга с такелажем, а после продольного залпа «Меркурия» фрегат сдался и был приведён в Копенгаген. На борту фрегата сдалось 280 человек команды во главе с командиром корабля.
В результате боя русский катер потерял убитыми 4 и ранеными 6 человек. У корабля была сбита грот-стеньга.
За этот подвиг командир «Меркурия», капитан-лейтенант Роман Васильевич Кроун, был награждён Екатериной II орденом Святого Георгия 4-й степени, произведён в следующий чин и получил пожизненную пенсию.
19 (30) июля «Меркурий» в составе эскадры вновь вышел из Копенгагена и 22 июля (2 августа) присоединилась к флоту в районе острова Борнхольм. В составе флота катер крейсировал в районе островов Борнхольм, Готланд, мыса Дагерорт (западная оконечность острова Хийумаа), острова Нарген, после чего, 16 (27) августа прибыл на Ревельский рейд.
С 27 августа (7 сентября) по 24 сентября (5 октября) «Меркурий» с эскадрой осуществлял крейсерство в Балтийском море, а 2 (13) июля 1790 года в составе эскадры адмирала В. Я. Чичагова принял участие в Ревельском сражении, находясь в третьей линии. На следующий день катер снялся с якоря и совместно с фрегатом «Подражислав» атаковал шведский линейный корабль «Риксенс Стендер», севший на мель у острова Вульф.
24 мая (4 июня) эскадра Чичагова вышла в море и на следующий день соединилась с Кронштадтской эскадрой около острова Сескар. Преследуя шведский флот объединённая эскадра вошла в Выборгский залив. 26 мая (6 июня) близ острова Питкопас катер «Меркурий» и фрегат «Венус» атаковали отряд шведских канонерских лодок, вынудив их отойти в шхеры.
1 (12) июня «Меркурий» и корабль «Сысой Великий» ушли в Кронштадт, откуда «Меркурий» вышел 13 (24) июня, сопровождая гребную флотилию вице-адмирала принца К. Нассау-Зигена, шедшую в пролив Барёзунд.
22 июня (3 июля) катер участвовал в Выборгском сражении, в результате которого был сорван шведский план по высадке десанта и захвату Санкт-Петербурга. После сражения до 13 (24) июля «Меркурий» крейсировал у Гельсингфорса, после чего прибыл на Ревельский рейд.
С 1 (12) сентября по 5 (16) ноября «Меркурий» с отрядом ходил в Копенгаген, после чего вернулся в Ревель.
После окончания войны, в 1791, 1794, 1796—1799 и 1803 году «Меркурий» в составе эскадр находился в практических плаваниях в Балтийском море и Финском заливе. В 1795 и 1804 годах находился в готовности в Кронштадте.
21 апреля (2 мая) 1793 года катер вышел из Ревеля, сопровождая «Венус», на борту которого находился граф д’Артуа (дядя Людовика XVI). После того, как граф был доставлен в Голландию, катер 15 (26) июля соединился с флотом, находящимся у острова Мэн, а 11 (22) августа в составе флота вернулся в Ревель.
30 октября (11 ноября) «Меркурий» вместе с транспортом «Анна-Маргарита» вышел в Стокгольм, чтобы доставить туда русского посланника в Швеции графа С. П. Румянцева. В ноябре 1793 катер вернулся в Ревель.
Во время войны с Францией 1798—1800 годов в июле 1799 года «Меркурий» в составе эскадры адмирала П. И. Ханыкова находился в крейсерстве у берегов Померании, осуществляя досмотр встречных судов. 11 (22) июня 1800 года катер вышел из Кронштадта в Копенгаген для соединения с эскадрой контр-адмирала М. К. Макарова, однако из-за открывшейся течи у острова Сескар ему пришлось повернуть назад.
После 1805 года катер был разобран.

## Командиры
Катер «Меркурий» в разное время ходил под командованием следующих капитанов:
1. C 1788 по июль 1789 года — капитан-лейтенант Р. В. Кроун
2. С июля 1789 по 1794 год — капитан-лейтенант И. Я. Чернавин
3. 1794 — капитан-лейтенант Д. А. Лукин
4. 1795—1797 — капитан-лейтенант   Р. П. Шельтинг
5. 1797—1799 — капитан-лейтенант Г. И. Волоцкий
6. 1800 — капитан-лейтенант М. И. Баскаков
7. 1800 — капитан-лейтенант Н. Д. Ахматов
8. 1800 — капитан-лейтенант Ф. Д. Ахматов (на Кронштадтскомъ рейдѣ)- брат Н. Д. Ахматова
9. 1803—1804 — капитан-лейтенант Е. Ф. Развозов

## Увековечивание памяти
В честь катера «Меркурий» своё название получил знаменитый бриг «Меркурий», прославившийся блестящей победой в бою с двумя турецкими кораблями 14 (26) мая 1829 года.